# Universidad Tecnológica de La Costa
La Universidad Tecnológica de la Costa ubicada en Santiago Ixcuintla, Nayarit, es una Institución formadora de profesionistas en las áreas de agronegocios y servicios, capaces de transformar el entorno, impulsando el desarrollo económico, social y cultural en la zona de influencia, su visión es "ser una Institución innovadora con profesores de alto grado de preparación técnica, generadores de proyectos de investigación que impulsen el desarrollo de la zona de influencia, coadyuvando a la formación de profesionistas integrales, líderes y emprendedores; favoreciendo la movilidad nacional e internacional".Fue constituida bajo decreto No. 8441 el 5 de junio del 2002 como una Institución de Educación Superior dedicada a la Formación Integral del Técnico Superior Universitario (Nivel 5B) iniciando con tres carreras pertinentes a la zona de influencia: "Administración, Comercialización y Agrobiotecnología"; basa su modelo educativo en un 70% práctica, 30% teoría, lo que permite desarrollar en el estudiante las capacidades de: "Saber, saber hacer, saber ser" y actualmente cuenta con la certificación ISO 9001-2015.

## Carreras
Se compone de ocho Carreras divididas en tres Direcciones Académicas:
Dirección de Negocios (DINE)
- Lic. en Mercadotecnia
- Lic. en Turismo
- Lic. en Administración
- T.S.U. en Gastronomía

Dirección de Ciencias Agropecuarias (DICA)
- Ing. en Procesos Alimentarios
- T.S.U. en Acuicultura
- Ing. en Agrobiotecnología

Dirección de Tecnologías de la Información (DITI)
- Ing. en Desarrollo y Gestión de Software

Además, cuenta con el Centro de Lenguas Extranjeras del Norte de Nayarit (CLENN) donde se imparte cursos de inglés y francés.
http://www.utdelacosta.edu.mx/